# Alstroemeria sellowiana
Alstroemeria sellowiana este o specie de plante monocotiledonate din genul Alstroemeria, familia Alstroemeriaceae, descrisă de Moritz August Seubert. Conform Catalogue of Life specia Alstroemeria sellowiana nu are subspecii cunoscute.